# Orlando Brandes

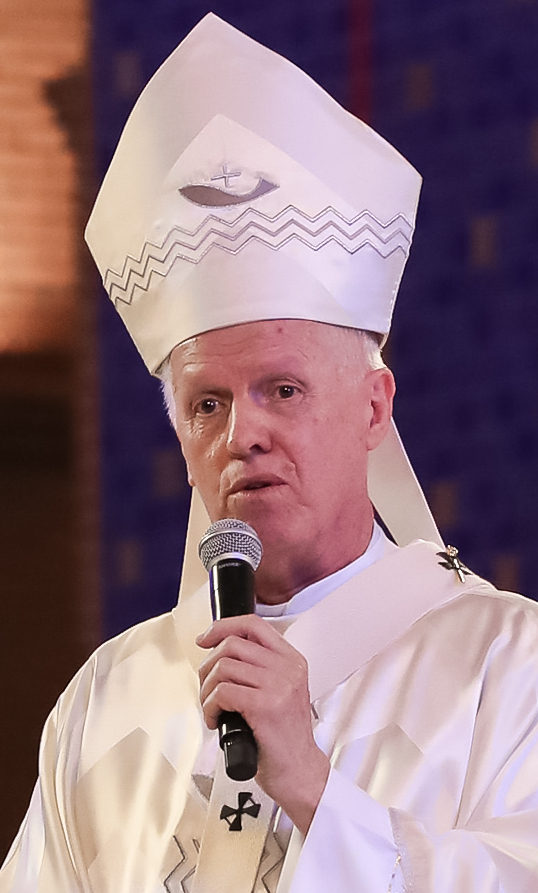
Erzbischof Orlando Brandes (2019)

Orlando Brandes (* 13. April 1946 in Urubici) ist ein brasilianischer Geistlicher und römisch-katholischer Erzbischof von Aparecida. Zuvor war er Erzbischof von Londrina.

## Leben

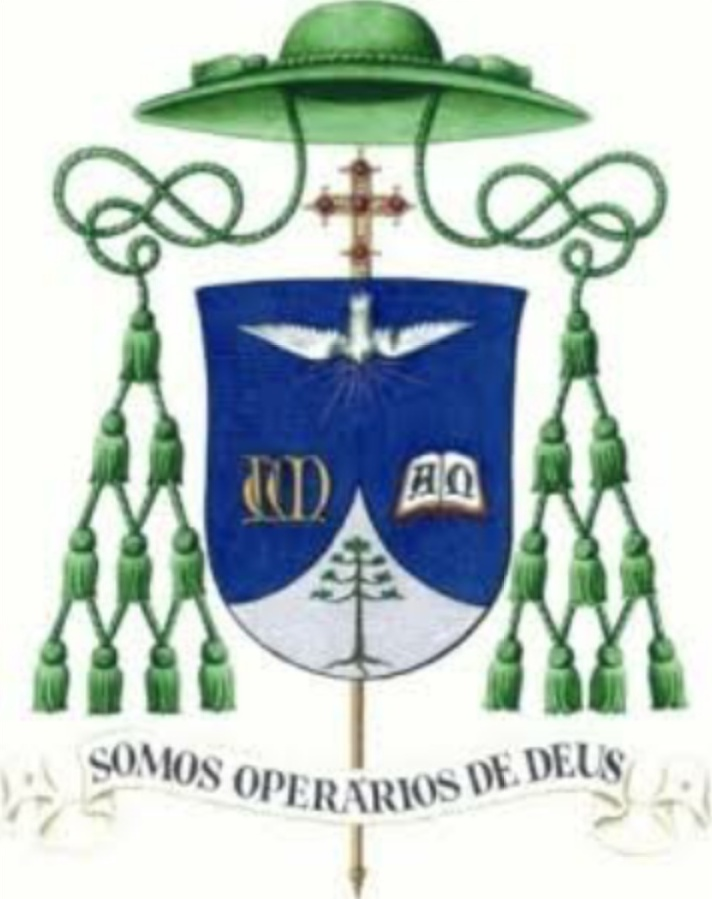
Erzbischofswappen

Orlando Brandes studierte Philosophie und Theologie in Curitiba und Rom. Er empfing am 6. Juli 1974 die Priesterweihe. Er war zunächst Theologieprofessor in Santa Catarina, ehe er 1987 Rektor des Priesterseminars von Florianópolis wurde. In Santa Catarina war er auch Direktor des Theologischen Institutes.
Papst Johannes Paul II. ernannte ihn am 9. März 1994 zum Bischof von Joinville. Der Bischof von Lages, João Oneres Marchiori, spendete ihm am 5. Juni desselben Jahres die Bischofsweihe; Mitkonsekratoren waren Gregório Warmeling, Altbischof von Joinville, und Eusébio Scheid SCJ, Erzbischof von Florianópolis. Als Wahlspruch wählte er DEI ENIM SUMUS ADIUTORES.
Am 10. Mai 2006 wurde er von Papst Benedikt XVI. zum Erzbischof von Londrina ernannt und am 23. Juli desselben Jahres in das Amt eingeführt. In der brasilianischen Bischofskonferenz war Brandes von 2007 bis 2011 Präsident der bischöflichen Kommission für Leben und Familie. Im Jahr 2007 nahm er als Delegierter an der fünften Generalkonferenz der lateinamerikanischen Bischöfe in Aparecida teil.
Papst Franziskus ernannte ihn am 16. November 2016 zum Erzbischof von Aparecida. Die Amtseinführung fand am 21. Januar 2017 statt.
Am 17. Mai 2019 ernannte ihn Papst Franziskus zusätzlich zum Apostolischen Administrator des vakanten Bistums Limeira. Dieses Amt behielt Brandes bis zur Amtseinführung des neuen Bischofs José Roberto Fortes Palau am 18. Januar des Folgejahres.